# Scolymus grandiflorus
Scolymus grandiflorus ist eine Pflanzenart aus der Gattung Scolymus in der Familie der Korbblütler (Asteraceae).

## Merkmale
Scolymus grandiflorus ist eine ausdauernde Pflanze. Bei dieser Art sind die Stängel durchgehend geflügelt. Die Blütenkronen sind an ihrer Außenseite weiß behaart und weisen eine Länge von 23 bis 25 Millimeter auf. Die Hüllblätter sind mit zahlreichen Haaren besetzt, die äußeren ziehen sich plötzlich in eine dornige Spitze zusammen. Der Pappus besteht aus zwei, drei oder vier Borsten.

## Vorkommen
Scolymus grandiflorus kommt im zentralen Mittelmeerraum vor. Sie kommt ursprünglich in Marokko, Algerien, Tunesien, Libyen, Frankreich, Italien,  Sardinien, Sizilien, Malta, auf den Balearen und in der Ägäis vor. Ihre Ursprünglichkeit ist zweifelhaft auf Teneriffa, in Spanien, in der Türkei und im Libanon. Auf Korsika ist sie ein Neophyt.